# NGC 1992
NGC 1992 (hay còn gọi là PGC 17.466) là một thiên hà dạng thấu kính nằm ở chòm sao Thiên Cáp. Nó được phát hiện bởi John Herschel vào ngày 19 tháng 11 năm 1835. Nó cách Dải Ngân hà khoảng 473 triệu năm ánh sáng, cường độ biểu kiến của nó là 14,65 và kích thước của nó là 1,10 x 0,7 phút cung.